# Эта Змеи
 Эта Змеи, η Змеи, Eta Serpentis, η Serpentis, сокращ. Eta Ser, η Ser — звезда в экваториальном созвездии Змеи, принадлежащая к астеризму «Хвост змеи». Звезда имеет видимую звёздную величину +3,26m, и, согласно шкале Бортля, видна невооружённым глазом даже в городах.
Из измерений параллакса, полученных аппаратом Hipparcos, следует, что звезда удалена примерно на 60,5 св. лет (8,54 пк) от Земли. Звезда наблюдается южнее 88° с. ш., то есть видна практически на всей территории обитаемой Земли, за исключением полярных областей. Лучшее время наблюдения — июнь.
Звезда движется относительно Солнца довольно медленно: её радиальная гелиоцентрическая скорость — +9 км/с, что составляет 10 % скорости местных звёзд Галактического диска. Знак плюс означает, что звезда удаляется от Солнца. По небесной сфере звезда движется на юго-восток со скоростью почти секунда в год.

## Имя звезды
Эта Змеи (латинизированный вариант Eta Serpentis) является обозначением Байера, данным им звезде в 1603 году. Учитывая, что Эта Змеи (η — седьмая буква греческого алфавита) — звезда третьей величины является наиболее яркой на западной стороне созвездия и второй по яркости в созвездии, а Тета Змеи (θ — восьмая буква греческого алфавита) находится на вершине созвездия, Байер довольно чётко упорядочил, по крайней мере, некоторые из звёзд по положению, а не по яркости. У звезды также есть обозначение, данное Флемстидом — 58 Змеи (лат. 58 Serpentis) и обозначение, данное Гулдом — 34 G Стрельца (лат. 34 G Serpentis).
В китайской астрономии звезда относится к астеризму 天市左垣 ((Tiān Shì Zuǒ Yuán)), что означает «Левая стена небесного рынка», и относится к астеризму, представляющему 11 старых царств Китая, которые маркирует левую границу астеризма, состоящего из звёзд Дельта Геркулеса, Лямбда Геркулеса, Мю Геркулеса, Омикрон Геркулеса, 12 Геркулеса, Эта Змееносца, Дзета Орла, Эта Змеи, Тета Змеи, Ню Змееносца и Кси Змеи. Следовательно, Эта Змеи на китайском языке называется 天市左垣八, ( Tiān Shì Zuǒ Yuán bā, the — «Восьмая звезда левой стены небесного рынка» — англ.  the Eighth Star of Left Wall of Heavenly Market Enclosure, которая представляет область Дунхай.

## Свойства звезды
Эта Змеи — это оранжевый гигант спектрального класса K0III-IV. По другой системе звезда классифицируется как K2IIIabCN1, и суффиксная нотация указывает на незначительный избыток циана в спектре звезды-гиганта. Исчерпав запас водорода в своём ядре примерно 150 миллионов лет назад, звезда остыла и расширилась, сойдя с главной последовательности, а в её ядре уже заканчивается «горение» гелия. Через несколько десятков миллионов лет внутри звезды начнётся CNO-цикл с участием углерода и кислорода и звезда станет примерно в 25 раз ярче, и тогда звезда станет настоящим красным гигантом. В настоящее время звезда излучает энергию со своей внешней атмосферы при эффективной температуре около 4890 K, что придаёт ей характерный оранжевый цвет звезды спектрального класса K.
Масса звезды равна 2,0 {\displaystyle M_{\bigodot }}. Судя по её массе и исходя из теории звёздной эволюции, Эта Змеи начала свою жизнь как бело-жёлтый карлик спектрального класса A, похожий на Фомальгаут несколько сотен миллионов лет назад.
Поскольку звезда находится недалеко, её радиус может быть измерен непосредственно. В 1922 году была предпринята попытка измерить диаметр звезды напрямую. Тогда получилось, что её угловой диаметр равен 4,6 mas, а физический диаметр звезды был определён в 4,6 {\displaystyle R_{\bigodot }}, что весьма далеко от современного значения. Следующая попытка была произведена в 1967 году и тогда радиус был оценён в 8,8 {\displaystyle R_{\bigodot }}, что было, как мы знаем сегодня, также далеко от современного значения. Следующая попытка была в 1969 году и тогда угловой диаметр Эты Змеи был оценён в 3,4 mas, а физический диаметр звезды равен 3,8 {\displaystyle R_{\bigodot }}. И, наконец, последняя попытка была проведена в 1976 году и тогда радиус звезды был определён в 6,8 {\displaystyle R_{\bigodot }}, что весьма близко к современному значению, которое оценивается в 5,897 {\displaystyle R_{\bigodot }} по результатам интерферометрических измерений углового диаметра.
Светимость звезды равна 19 ± 1 {\displaystyle L_{\bigodot }}. Эта Змеи вращается со скоростью 2,6 км/с, то есть практически со скоростью солнечного вращения, что даёт период вращения звезды порядка 120 дней.
Звезда имеет поверхностную гравитацию 3,21 СГС или 16,2 м/с2, то есть практически в 17 раз меньше, чем на Солнце (274,0 м/с2), что, по-видимому, может объясняться малой массой при большом диаметре звезды. Звезды, имеющие планеты, имеют тенденцию иметь большую металличность по сравнению с Солнцем и Эта Змеи имеет значение металличности более чем в 2,5 раза меньше, чем на Солнце: содержание железа в ней относительно водорода составляет 38 %.
Эта Змеи демонстрирует переменность: во время наблюдений яркость звезды меняется на несколько десятых звёздной величины, звезда испытывает солнцеподобные осцилляции с периодом 0,09 дня.

## История изучения двойственности звезды
Двойственность звезды открыл В. Я. Струве в 1835 году и звезда вошла в каталоги как STFB 8. Согласно Вашингтонскому каталогу визуально-двойных звёзд, параметры этих компонентов приведены в таблице:
| Компонент | Год  | Количество измерений | Позиционный угол | Угловое расстояние | Видимая звёздная величина 1 компонента | Видимая звёздная величина 2 компонента |
| AB        | 1835 | 25                   | 25°              | 110.9″             | 3.34m                                  | 10.87m                                 |
| AB        | —    | 25                   | 61°              | 179.7″             | 3.34m                                  | 10.87m                                 |
| AB        | 2010 | 25                   | 77°              | 251.40″            | 3.34m                                  | 10.87m                                 |

Обобщая все сведения о звезде, можно сказать, что у звезды Эта Змеи нет спутников. Хотя рядом и находится компонент «B», звезда 11-й величины, которая просто лежит на линии прямой видимости на расстоянии, судя по параллаксу, 1274 св. лет. Эта Змеи проделала колоссальный путь в 140,5 секунд дуги в течение 175 лет, так что компонент B всего лишь далёкая звезда. Как таковая, она является прекрасным маркером, с помощью которого можно увидеть быстрое движение близкой к нам Эта Змеи A. Сама звезда Эта Змеи B известна под именем TYC 5102-71-1.

## Ближайшее окружение звезды
Следующие звёздные системы находятся на расстоянии в пределах 20 световых лет от звезды Эта Змеи (включены только: самая близкая звезда, самые яркие (<6,5m) и примечательные звёзды). Их спектральные классы приведены на фоне цвета этих классов (эти цвета взяты из названий спектральных типов и не соответствуют наблюдаемым цветам звёзд):
| Звезда     | Спектральный класс | Расстояние, св. лет |
| Глизе 710  | M1 V               | 1.63                |
| HD 168443  | G8 V               | 9.78                |
| Дзета Змеи | F3 V               | 15.25               |

Рядом со звездой, на расстоянии 20 световых лет, есть ещё порядка 15 красных, оранжевых карликов и жёлтых карликов спектрального класса G, K и M, а также 2 белых карлика, которые в список не попали.